# Krögarmordet
Krögarmordet i Solna är ett rättsfall från våren 1997, då en krogägare i Solna  anmäldes saknad av sin familj. Två månader senare hittades hans kvarlevor i vattnet utanför ett fritidshus vid Mälaren. En 24-årig kvinna som arbetat på krogen dömdes tillsammans med två män för mord i Solna tingsrätt. En 22-årig kvinna dömdes för medhjälp. Motivet ansågs vara att de fyra velat ta över delar av krogen vilket krogägaren motsatt sig.
Hovrätten friade dock samtliga åtalade för mord, men dömde dem för griftefridsbrott eftersom de varit med om att sänka kroppen i Mälaren. Den 24-åriga kvinnan som misstänktes vara hjärnan bakom brottet har senare dömts till flera fängelsestraff och näringsförbud för ekonomisk brottslighet såsom grovt skattebrott, grovt försvårande av skattekontroll, grovt bokföringsbrott och grovt försäkringsbedrägeri. 
Detta mordfall brukar omnämnas tillsammans med Lindomefallet som exempel på en medialt spridd uppfattning att man tidigare kunde gå fri från att dömas för medhjälp till mord om det inte kunde fastslås vem som var mördaren ur en grupp där någon (av media) säkert ansågs vara mördaren.